# ازكاغن الدير العليا (دار الحمراء)
ازكاغن الدير العليا هي إحدى مشيخات المملكة المغربية، تتبع جغرافيا لإقليم صفرو وإداريًا لدار الحمراء. يقدر عدد سكانها بـ 2567 نسمة حسب الإحصاء الرسمي للسكان والسكنى لسنة 2004.